# SANSA
SANSA (Servicios Aéreos Nacionales S.A.) es una aerolínea regional con sede en San José, Costa Rica. Opera servicios regulares de pasajeros como parte del antiguo sistema TACA Regional y era subsidiaria de Avianca Holdings. Su hub principal es el Aeropuerto Internacional Juan Santamaría.
En 1978 la aerolínea costarricense LACSA‚ decide crear una compañía aérea que se hiciera cargo de sus vuelos al interior del país‚ para así ella poder dedicarse exclusivamente a operaciones internacionales.
La aerolínea cambió de imagen y de organización, pasando de Avianca Group (anteriormente TACA), a manos costarricenses nuevamente.
Es así como nace SANSA (Servicios Aéreos Nacionales S.A)‚ con más de 40 años en el mercado.  SANSA ofrece vuelos diarios de San José‚ Costa Rica (SJO) a los principales destinos turísticos en Costa Rica.

## Destinos
| Países     | Destinos                 | Aeropuertos                                        |
| ---------- | ------------------------ | -------------------------------------------------- |
| Costa Rica | Bahía Drake              | Aeropuerto de Bahía Drake                          |
| Costa Rica | Cóbano                   | Aeropuerto Internacional de Cóbano                 |
| Costa Rica | La Fortuna               | Aeropuerto de La Fortuna                           |
| Costa Rica | Golfito                  | Aeropuerto de Golfito                              |
| Costa Rica | Liberia                  | Aeropuerto de Guanacaste                           |
| Costa Rica | Limón                    | Aeropuerto Internacional de Limón                  |
| Costa Rica | Nosara                   | Aeropuerto de Nosara                               |
| Costa Rica | Palmar Sur               | Aeropuerto de Palmar Sur (chárter)                 |
| Costa Rica | Puerto Jiménez           | Aeropuerto de Puerto Jiménez                       |
| Costa Rica | Quepos                   | Aeropuerto La Managua                              |
| Costa Rica | San Isidro de El General | Aeropuerto de Pérez Zeledón (chárter)              |
| Costa Rica | San José                 | Aeropuerto Internacional Juan Santamaría (HUB)     |
| Costa Rica | Tamarindo                | Aeropuerto de Tamarindo                            |
| Costa Rica | Tambor                   | Aeropuerto de Tambor (chárter)                     |
| Costa Rica | Tortuguero               | Aeródromo de Barra de Tortuguero                   |
| Nicaragua  | Managua                  | Aeropuerto Internacional Augusto C. Sandino        |
| Nicaragua  | Tola                     | Aeropuerto Internacional Costa Esmeralda (chárter) |
| Panamá     | Bocas del Toro           | Aeropuerto Internacional José Ezequiel Hall        |

## Flota

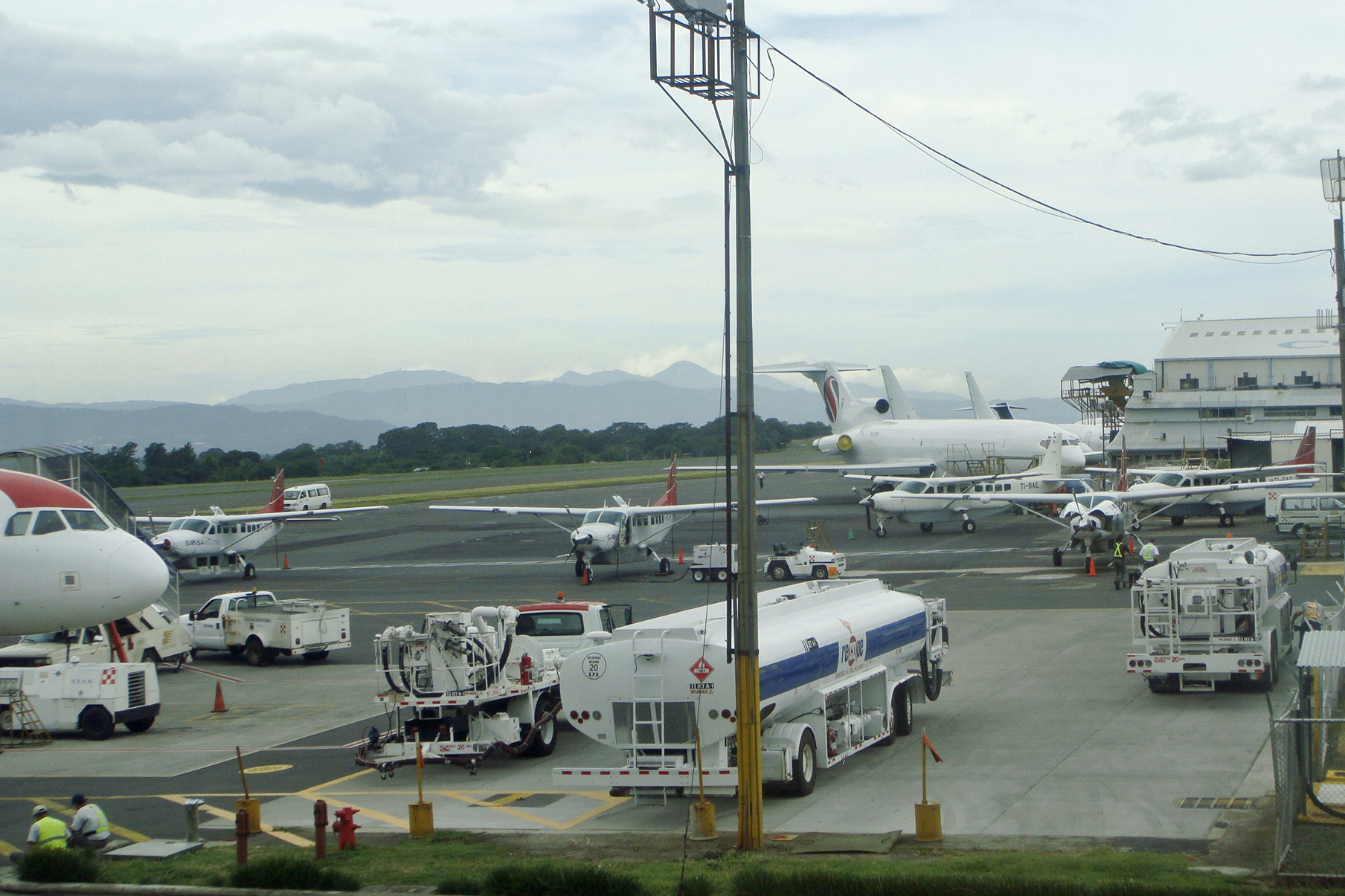
Espacio de operaciones de SANSA en el Aeropuerto Internacional Juan Santamaría, contiguo a la terminal de vuelos internacionales.

En mayo del año 2015 SANSA adquirió dos de las Cessna C208B Grand Caravan: versión EX, la nueva generación de las Cessna C208B. Siendo la primera aerolínea costarricense en operar la EX.
Las aeronaves de SANSA son las siguientes:
| Aeronaves                 | En servicio | Pedidos | Matrículas                                         | Antigüedad                                         |
| ------------------------- | ----------- | ------- | -------------------------------------------------- | -------------------------------------------------- |
| Cessna 208B Grand Caravan | 10          | —       | TI-BCX                                             | 17 años                                            |
| Cessna 208B Grand Caravan | 10          | —       | TI-BDL                                             | 16,3 años                                          |
| Cessna 208B Grand Caravan | 10          | —       | TI-BDW                                             | 15,2 años                                          |
| Cessna 208B Grand Caravan | 10          | —       | TI-BDY                                             | 15 años                                            |
| Cessna 208B Grand Caravan | 10          | —       | TI-BDX                                             | 15 años                                            |
| Cessna 208B Grand Caravan | 10          | —       | TI-BGA                                             | 10,2 años                                          |
| Cessna 208B Grand Caravan | 10          | —       | TI-BGB                                             | 10,2 años                                          |
| Cessna 208B Grand Caravan | 10          | —       | TI-BHM                                             | 8,7 años                                           |
| Cessna 208B Grand Caravan | 10          | —       | TI-BHL                                             | 8,7 años                                           |
| Cessna 208B Grand Caravan | 10          | —       | TI-BKW                                             | 5,8 años                                           |
| Total                     | 10          | —       | Edad media de la flota (julio de 2025): 12,2 años. | Edad media de la flota (julio de 2025): 12,2 años. |

### Flota histórica
| Aeronaves          | Total | Introducido | Retirado | Matrículas              |
| ------------------ | ----- | ----------- | -------- | ----------------------- |
| Boeing 727-200     | 1     | 2000        | 2001     | N69741                  |
| Boeing 737-300     | 1     | 2001        | 2002     | TF-SUN                  |
| CASA C-212 Aviocar | 3     | 1980        | 1996     | TI-SAB, TI-SAC y TV-AVV |
| Douglas DC-3/C-47  | 3     | 1978        | 1984     | TI-SAA, TI-AMS y TI-SAG |

## Incidentes y accidentes
- El 19 de abril de 1984 en el Cerro Santa Rosa (Paso de la Palma) al noreste de San José, un Douglas DC-3 (TI-SAA) proveniente de San Andrés (Colombia) colisiona con las faldas del volcán Irazú, mueren los dos pilotos y dos miembros de la tripulación.[5]

- El 15 de enero de 1990 en el Cerro Pico Blanco (Escazú) al sur de San José un Casa C-212 Aviocar (TI-SAB) colisiona con el cerro, mueren los 3 miembros de la tripulación y 20 pasajeros, es el peor accidente aéreo de Costa Rica hasta la fecha.[6]

- El 26 de agosto de 2000 en ruta hacia Tamarindo, Guanacaste un Cessna 208 Caravan (HP-1357APP) colisiona contra el volcán Arenal (Alajuela) fallecieron los 2 pilotos y 8 pasajeros.[7]

- El 19 de enero de 2001 un Cessna 208 Caravan (HP-1403APP)  al aterrizar en el aeródromo de Tambor (Puntarenas) el tren derecho se desprendió provocando que se saliera de la pista, ninguno de sus 10 ocupantes resultó herido.[8]

- EL 28 de noviembre de 2001 un Cessna 208 Caravan (HP-1405APP) colisiona contra los cerros ubicados 8 km al noroeste del aeropuerto de La Managua (Quepos) mueren los dos pilotos y un pasajero, sobreviven con heridas 7 pasajeros.[9]

- El 2 de julio de 2003 un Cessna 208 Caravan (HP-1403APP) realiza un aterrizaje de emergencia luego de experimentar el fallo del motor aterrizando en el aeropuerto de Bahía Ballena (Puntarenas) todos los ocupantes resultan ilesos.

- El 5 de enero de 2005 en el Aeropuerto de Puerto Jiménez (Puntarenas) un Cessna 208 Caravan (HP-1355APP) Luego del aterrizaje no logra detenerse y colisiona al final de la pista, todos los ocupantes resultan ilesos.[10]

- El 9 de noviembre de 2010 en el Aeropuerto de La Managua, Quepos (Puntarenas) Cessna 208 Caravan (TI-BCU) Luego del aterrizaje no logra detenerse y colisiona con terraplén, todos los pasajeros resultan ilesos.[11]

- El 9 de mayo de 2017 en el Aeropuerto Internacional Juan Santamaría un Cessna 208 Caravan (TI-BHM) luego de aterrizar se salió de la pista tras sufrir un pinchazo en su llanta derecha, ninguno de los 15 ocupantes resultó herido.[12]

- El 30 de julio de 2018 un Cessna 208 Caravan (TI-BGB) se salió de la pista del aeródromo de Tamarindo en Guanacaste luego de aterrizar, ninguno de los diez ocupantes resultó lesionado.[13]